# 血まみれギャングママ
『血まみれギャングママ』（英語: Bloody Mama）は、1970年にロジャー・コーマンが監督したアメリカの映画である。主演は シェリー・ウィンタース 。ケイト・バーカーの史実を基にしており、子供の犯罪を容認し、貧しく劣悪な環境の中で堕落した母親として描かれている。本作は、ロイド・バーカー役として若きロバート・デ・ニーロが出演していることでも知られている。
本作はコーマン自身のお気に入りの作品の一つとなっている。

## あらすじ
1930年代のアメリカを荒らしまわった実在の強盗ファミリー、ケイト・バーカー一家を事実に忠実に描いたバイオレンス映画。不況で家を失いそうになったケイトは甲斐性のない夫に別れを告げ、4人の息子を連れて旅に出る。物見遊山であちこちの町をまわりながら銀行強盗を繰り返す一家。だが、一攫千金を狙って富豪ベンドルベリーの誘拐を企てたことから歯車が狂い始める…。

## キャスト
| 役名                 | 俳優                   | 日本語吹替                                   |
| 役名                 | 俳優                   | TBS版                                        |
| -------------------- | ---------------------- | -------------------------------------------- |
| ケイト・バーカー     | シェリー・ウィンタース | 高橋和枝                                     |
| ケヴィン             | ブルース・ダーン       |                                              |
| ハーマン・ベイカー   | ドン・ストラウド       | 仲村秀生                                     |
| フレッド・バーカー   | ロバート・ウォルデン   | 塩沢兼人                                     |
| ジョージ・バーカー   | アレックス・ニコル     |                                              |
| ロイド・バーカー     | ロバート・デ・ニーロ   | 曽我部和行                                   |
| サム・ペンドルベリー | パット・ヒングル       | 細井重之                                     |
| アーサー・バーカー   | クリント・キンブロウ   | 寺田誠                                       |
| 不明 その他          | N/A                    | 城山知馨夫 伊井篤史 国坂伸                   |
| 日本語スタッフ       |                        |                                              |
| 演出                 |                        |                                              |
| 翻訳                 |                        |                                              |
| 効果                 |                        |                                              |
| 調整                 |                        |                                              |
| 制作                 |                        |                                              |
| 解説                 |                        |                                              |
| 初回放送             | 初回放送               | 1980年2月8日 『金曜ロードショー』 深夜映画枠 |